# Love in Quarantine
Love in Quarantine er en amerikansk stumfilm fra 1910 af Frank Powell.

## Medvirkende
- Stephanie Longfellow som Edith.
- Mack Sennett som Harold.
- Grace Henderson.
- Verner Clarges.
- Victoria Forde.